# Lúcio Pápio Pacaciano

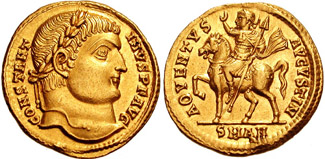
Soldo de Constantino r.

Lúcio Pápio Pacaciano (em latim: Lucius Papius Pacatianus) foi um oficial romano do século IV ativo durante o reinado do imperador Constantino (r. 306–337).

## Vida
Pacaciano foi citado em várias inscrições que registram seus ofícios. Em 308/309, era homem perfeitíssimo e presidente da Sardenha sob o usurpador Domício Alexandre (r. 308–310). Em 319, segundo lei preservada no Código de Teodósio, era vigário da Britânia e em 332 foi cônsul anterior com Mecílio Hilariano. Entre 332-337, primeiro sob Constantino II (r. 317–340) e então sob Constâncio II (r. 337–361), foi prefeito pretoriano da Itália. Em 337, a África foi adicionada a sua prefeitura. Informações sobre seu mandato foram preservadas a partir de leis do Código de Teodósio e outras fontes escritas, como os papiros de Oxirrinco.